# Estudiantes de Mérida Fútbol Club
O Estudiantes de Mérida Fútbol Club, comumente chamado de Estudiantes, é um clube venezuelano de futebol, da cidade de Mérida, na Venezuela. Atualmente disputa a Primeira Divisão do futebol venezuelano.

## Historia
Pouco tempo depois da profissionalização do futebol na Venezuela, no ano de 1957, Guillermo Soto Rosa, um engenheiro oriundo da Universidad de Los Andes (ULA), teve a ideia de criar uma equipe de futebol local, apreoveitando os talentos da região e com a experiência em torneios estudantis realizados anteriormente na cidade.
Com a conquista dos campeonatos juvenis de 1969 e 1970 pela Seleção Juvenil de Mérida, várias personalidades reacenderam a ideia de Soto Rosa de formar um time profissional que representasse a cidade.
O Estudiantes de Mérida foi fundado no dia 4 de abril de 1971, com um patrimônio de 55.000 bolívares. Em 5 de setembro de 1969, foi inaugurado o seu estádio: o Guillermo Soto Rosa.
No dia 14 de maio de 2006, o time foi rebaixado para a Segunda Divisão venezuelana, após perder por 4 a 2 para o Deportivo Italmaracaibo.
Estudiantes de Mérida tem uma parceria com o Athletic Bilbao. 

## Títulos

### Nacionais
- Campeonato Venezuelano: 2 vezes (1980 e 1985).
- Campeonato Venezuelano da Segunda Divisão: 2006.
- Copa Venezuela: 4 vezes (1971, 1975, 1985 e 1986).

## Uniforme
- Uniforme titular: Camisa vermelha com faixas brancas, calções azuis e meias brancas.
- Uniforme reserva: Camisa branca com faixas verdes, calções verdes e meias brancas.

## Histórico em competições oficiais

### Taça Libertadores da América
- 8 participações: 1977, 1978, 1981, 1982, 1987, 1999, 2003, 2020.

### Copa Sul-Americana
- 2 participações: 2018 e 2023

### Copa Conmebol
- 1 participação: 1999

### Copa Merconorte
- 1 participação: 2002